# Friedrich Meinecke (escultor)

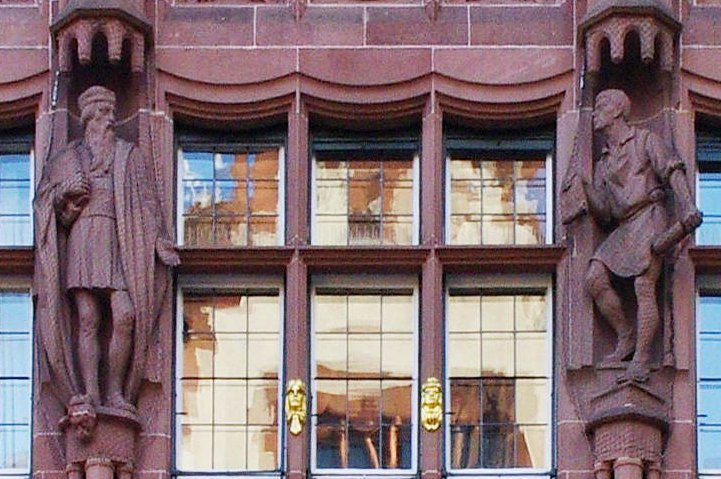
Grupo Gutenberg

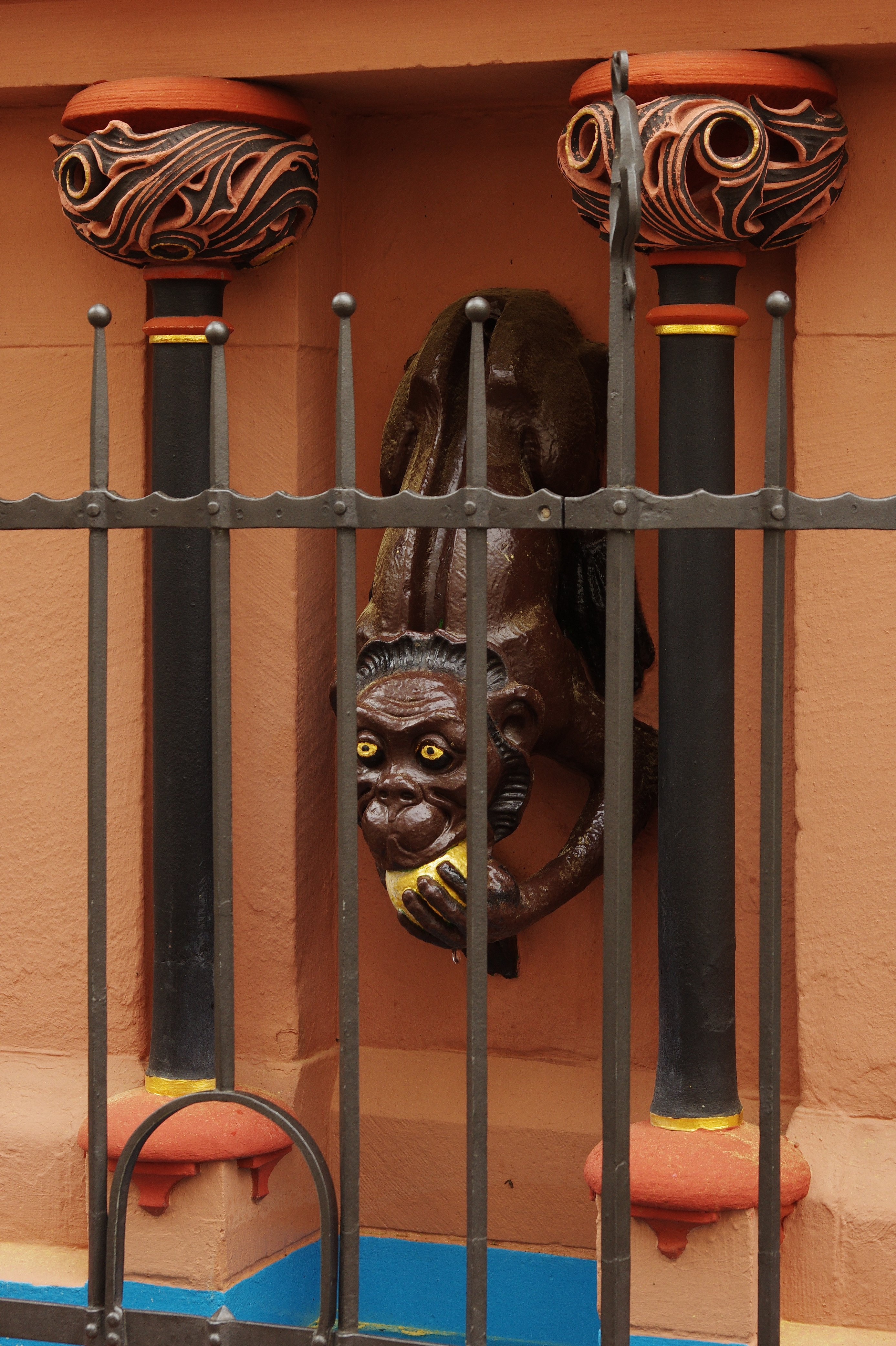
Fuente del Mono

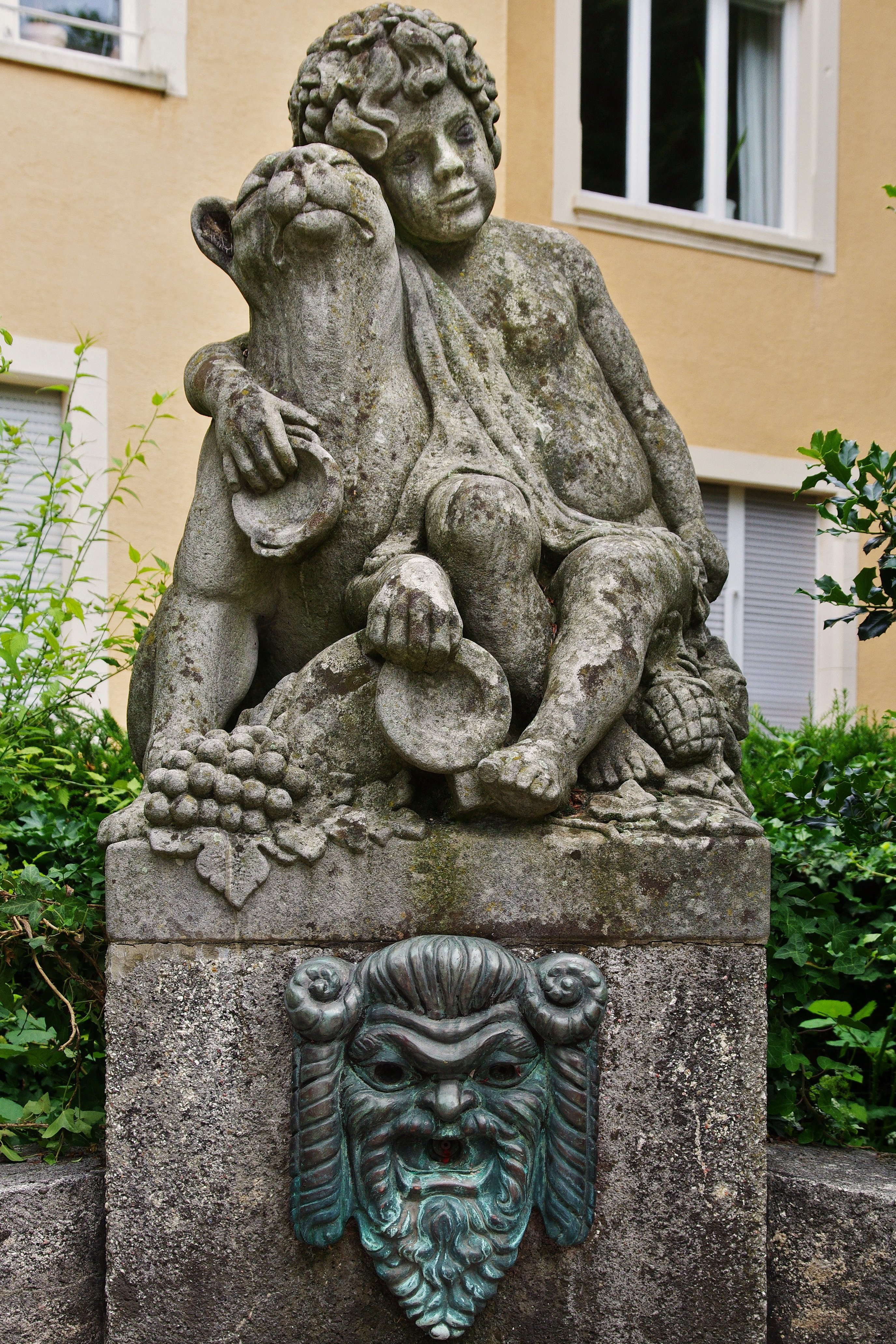
Fuente de Baco

Friedrich Meinecke nació 20 de mayo de 1873 en Winsen del Luhe, Baja Sajonia, Alemania. Trabajó como escultor en Friburgo de Brisgovia, Baden-Wurtemberg, Alemania, donde murió el 25 de julio de 1913.

## Grupo Gutenberg
El Grupo Gutenberg de alrededor de 1905 en la fachada del edificio del antiguo Diario de Friburgo es una de las obras más tempranas aún conservadas de Friedrich Meinecke.

## Fuente del Mono
La Fuente del Mono es una fuente en la pared exterior de un banco en el casco viejo de Friburgo que fue construido en 1905 para reemplazar una fuente anterior de hierro fundido en el mismo sitio. El banco hizo construir la fuente con el apoyo financiero de la ciudad como fuente de agua pública. La escultura de Friedrich Meinecke representa un mono que muerde una manzana. El agua fluye de la boca del mono en un cuenco semicircular y en seguida en uno de los arroyuelos de Friburgo. Simbólicamente el mono representa a un hombre que debe morder la manzana ácida (como se dice en alemán para estar obligado a hacer algo desagradable) y debe pagar las deudas de otro después de haber imprudentemente prestado fianza.

## Fuente de Baco
La Fuente de Baco en Herdern (Friburgo) data de 1909. Esta fuente con un chico que ya fue interpretado como Sileno con el león fue creada con arenisca y piedra artificial.